# Ахалшени (Гардабанский муниципалитет)
Ахалшени (груз. ახალშენი, азерб. Axalşen) — село в подчинении сельской административно-территориальной единицы Калинино, Гардабанского муниципалитета, края Квемо-Картли республики Грузия с 87%-ным азербайджанским населением. Находится в юго-восточной части Грузии, на территории исторической области Борчалы.

## История
Село было основано немцами и было немецкой колонией. Первоначально называлось Тельман, затем было переименовано на Гоффнунгсталь. После депортации немцев сюда переселились азербайджанцы из деревень Такла, Кесало и Джандари.. Указом ПВС Грузинской ССР 31.08.1943 г. село переименовано в Ахалшени.

## География
Село расположено на Гараязинской равнине, около шоссейной дороги Тбилиси — Гардабани, в 3 км от районного центра Гардабани, на высоте 322 метра над уровнем моря.

## Население
По данным Государственного статистического комитета Грузии, согласно официальной переписи 2002 года, численность населения села Ахалшени составляет 1184 человек и на 87 % состоит из азербайджанцев.

## Инфраструктура
Население в основном занимается овцеводством, скотоводством и овощеводством. Имеется средняя школа